# Mecosaspis chrysina
Mecosaspis chrysina là một loài bọ cánh cứng trong họ Cerambycidae.